# Hanna Cheng och Johnny Cheng
Hanna Cheng och Johnny Kung Shih Cheng är två kinesisk-svenska entreprenörer, som var verksamma i Södertälje. De introducerade kinesisk sojasås och kinesiska matvaror i Sverige och sålde dessa under varumärket Mrs. Cheng's, senare övertaget av Orkla Foods Sverige och numera (2025) en del av Europe Foods Sverige. 
Hanna Cheng föddes 5 augusti 1927 i Mongoliet och adopterades där av en svensk missionär, Malin Blomqvist. Hon gifte sig i sitt hemland med Johnny Cheng, som föddes 12 februari 1921 i Kina, och avled 24 mars 1996 i Södertälje. De fick två döttrar Anne, född 1949 och Helen född 1953.
I samband med det kommunistiska övertagandet av makten i Kina flyttade familjen Cheng 1950 till Sverige. Johnny Cheng startade 1953 importfirman Che-Be Trading och handlade först med kinesiskt hantverk och kinesiska antikviteter. På 1960-talet startade familjen ett kortlivat projekt att tillverka djupfrysta vårrullar för restauranger. För detta importerade de konserverade grönsaker och kinesisk sojasås. När vårrullsprojektet lades ned, marknadsfördes i stället sojasås som tillbehör i svensk matlagning, bl.a. genom kontakter med matskribenter i pressen.
Från 1983 övertogs rörelsen av döttrarna. Varumärket Mrs. Cheng's kom i hög grad att förknippas med Anne Cheng Ehrnfelt, som blev känd genom medverkan i matlagningsprogram på TV4 och som också gav ut en kokbok till dessa.
Verksamheten till Che-Be Trading såldes 2004 till det norska livsmedelsföretaget Rieber & Søn, som 2013 övertogs av den likaledes norska Orkla-koncernen och var ett varumärke under Orkla Foods Sverige fram till dess att det såldes vidare till Continental Foods 2018, numera Europe Foods Sverige AB.
Omsättningen för Che-Be Trading AB angavs för 2003 till cirka 57 miljoner kronor. De var då den tredje största aktören i Sverige inom marknadssegmentet asiatisk mat. 2017 omsatte varumärket 23,5 miljoner kronor.
Svenska Dagbladet arrangerade 2014 en läsaromröstning till titeln "Alla tiders [svenska] entreprenör" och förde då upp Hanna och Johnny Cheng på en lista med 100 kandidater till denna utmärkelse.